# 韓多率
韓多率（韓語：한다솔，1995年05月13日—），韓國女演員。

## 演出作品

### 劇集
| 年份 | 播放平台  | 劇名                    | 角色   | 備註 |
| 2016 | SBS       | 《愛是點點滴滴》        | 趙祕書 |      |
| 2018 | tvN       | 《從天而降的一億顆星》  | 鄭美燕 |      |
| 2018 | Channel A | 《十二夜》              | 千多英 | 配角 |
| 2018 | tvN       | 《阿爾罕布拉宮的回憶》  | 留學生 |      |
| 2019 | KBS2      | 《我世上最漂亮的女兒》  | 鄭素熙 |      |
| 2019 | tvN       | 《請融化我》            | 馬東珠 | 青年 |
| 2019 | KBS2      | 《朝鮮浪漫喜劇—綠豆傳》 | 宮女   |      |
| 2020 | KBS2      | 《他就是那傢伙》        | 金多恩 | 配角 |
| 2021 | tvN       | 《Happiness》           | 李寶藍 | 配角 |
| 2023 | Heavenly  | 《為你沉醉》            | 妍雅   | 配角 |
| 2023 | Wavve     | 《清潭國際高等學校》    | 吳時恩 | 配角 |
| 2023 | KBS2      | 《純情拳擊手》          | 趙雅拉 | 配角 |
| 2025 | SBS       | 《鬼宮》                | 櫻桃   | 客串 |

### 電影
| 年份 | 片名                | 角色             | 性質 |
| 2014 | 《熱戀年代》        | 自行車女孩       |      |
| 2017 | 《超級市長》        | 楊珍珠陣營化妝師 |      |
| 2021 | 《龍屢閣2：神之夜》 | 恩英             | 配角 |
| 2023 | 《熊男》            | 劉刑警           | 配角 |

### 話劇
| 年份 | 劇目                         | 角色     | 備註  |
| 2023 | 《眼鏡夫婦的伊斯坦堡旅行記》 | 吉岡章子 | [ 8 ] |

### 音樂錄影帶
| 日期           | 歌曲名稱            | 歌手    | 備註  |
| 2012年12月10日 | 《Don't forget me》 | AshGray |       |
| 2022年11月09日 | 《압구정로데오》    | 許閣    | [ 9 ] |

## 外部連結
- 官方网站
- 韓多率的Instagram帳戶
- 韓多率在NAVER上的资料
- 韓多率在Daum上的资料
- 韓多率在韩国电影数据库（KMDb）上的資料（韓語）
- 韓多率在互联网电影资料库（IMDb）上的資料（英文）
- 韓多率在HanCinema的頁面（英文）